# Major général (Royaume-Uni)
Pour les articles homonymes, voir Major général.
Le major général (Maj Gen), est un grade « deux étoiles » dans l'armée britannique et les Royal Marines. Le grade a également été brièvement utilisé par la Royal Air Force pendant un an et demi, de sa création à août 1919. Dans l'armée britannique, un major général est le grade habituel pour la nomination de commandant de division. Dans les Royal Marines, ce grade est détenu par le commandant général.
Un général de division est supérieur à un brigadier mais subordonné à un lieutenant général. Le grade est OF-7 sur l'échelle des grades de l'OTAN, équivalent à un contre-amiral dans la Royal Navy ou à un vice-maréchal de l'air dans la Royal Air Force et les forces aériennes de nombreux pays du Commonwealth.
L'insigne de grade représente une étoile de l'Ordre du Bain, sur une épée et un bâton croisés.